# 맛있는 인생 (드라마)
《맛있는 인생》은 제이에스픽쳐스에서 제작하여 2012년 4월 28일부터 2012년 9월 23일까지 방영된 SBS 주말극장 드라마이다.
원래 50부작으로 방영될 예정이었으나, 시청률 저조로 인하여 10회 축소되어 40부작으로 변경된 후 다시 1회가 더 축소되어 39회로 종영하였다.
한편, 윤미라가 맡았던 한봉순 역은 당초 김자옥이 낙점됐으나 피로 누적 등의 이유로 고사했다.

## 기획의도
한식당 주방장 아버지가 형사 시절 악연으로 만났던 사람들과 딸들을 엮이고, 자신의 식당마저 위기를 맞아 고통스러워하는 와중에도 네 딸에게 사랑을 보여주는 모습을 그리는 드라마다.

## 등장 인물

### 주요 인물
- 장신조 : 임채무 - 네 자매의 부친, 한식당 주방장, 한여사의 수제자
- 장승주 : 윤정희 - 신조의 장녀, 한국병원 외과 레지던트
- 장정현 : 류현경 - 신조의 차녀, 프리랜서 기자
- 장주현 : 유다인 - 신조의 삼녀, 양녀
- 장미현 : 이혜리 - 신조의 막내딸, 고등학생

### 한봉순 주변 인물
- 한봉순 : 윤미라 - 이혼녀
- 오진주 : 예지원 - 한봉순의 딸
- 오봉 : 이믿음 - 진주의 아들

### 최재혁 주변 인물
- 최재혁 : 유연석 - 인구의 차남, 의대 동기
- 최인구 : 박근형 - 한국병원장
- 황금숙 : 원종례 - 인구의 처
- 강인철 : 최원영 - 한국병원 외과장, 인구의 사위
- 최신영 : 유서진 - 인구의 장녀, 패션 디자이너

### 민태형 주변 인물
- 민태형 : 정준 - 용기의 장남, 건축사
- 민용기 : 김학철 - 여행사 사장
- 조혜란 : 이응경 - 용기의 처
- 민영우 : 클라라 (이성민) - 용기의 차녀

### 주방장 사람들
- 조평구 : 안석환 - 부주방장
- 이재복 : 박윤재 - 식당 직원, 고아원 출신
- 이효리 : 이은희 - 후식 파트 요리사
- 배삼봉 : 최권 - 주방 보조
- 조미소 : 염현서 - 평구의 조카
- 한민국 : 김민국

### 홀 사람들
- 강유경 : 홍성숙 - 홀매니저
- 김희수 : 석진이 - 홀서빙, 한봉순 지인의 딸.

### 석구 주변 인물
- 홍석구 : 정유석 - 드림물류 사장
- 태곤 : 허준석 - 석구의 행동대장
- 춘배 : 한성용
- 사채 운전 : 강창묵

### 그 외
- 의사 : 김율호
- 강민정
- 한가림
- 양현태 : 의사 역

## 결방
- 2012년 7월 28일과 2012년 7월 29일에는 2012 런던올림픽 중계방송으로 결방되었다.
- 2012년 8월 4일과 2012년 8월 5일에는 2012 런던올림픽 중계방송으로 결방되었다.
- 2012년 8월 11일에는 2012 런던올림픽 중계방송으로 결방되었다.